# Melodický death metal
Melodický death metal (označován také jako melodeath) je podžánr death metalu. Obsahuje více melodických kytarových riffů, sól, akustické kytary a v neposlední řadě melodeath obsahuje vedle growlingu i tzn. clean neboli čisté vokály, které v klasickém death metalu chybí.
Občas se můžete setkat s názvem Göteborg (anglicky Gothenburg), což je jiné označení melodic death metalu. Göteborg je město ve Švédsku, které je označeno jako místo vzniku tohoto žánru. Za zakladatele tohoto stylu můžeme považovat skupiny In Flames (starší tvorba), At the Gates a například Dark Tranquillity.

## Kapely
- Ablaze My Sorrow
- Amon Amarth
- Arch Enemy
- Avatar
- The Agonist
- At the Gates
- Bloodred Hourglass
- Callenish Circle
- Carcass
- Ceremonial Oath
- Dark Tranquillity
- Darkane
- Dethklok
- Dimension Zero
- Disarmonia Mundi
- Edge of Sanity
- Eluveitie
- Embrace The Darkness
- Enforsaken
- Ensiferum
- Eternal Tears of Sorrow
- Eucharist
- Godgory
- Heaven Shall Burn
- Hypocrisy
- Children of Bodom
- In Flames (starší tvorba)
- Insomnium
- Into Eternity
- Kalmah
- Mercenary
- Mors Principium Est
- Nightrage
- Norther
- Noumena
- Omnium Gatherum
- Sentenced
- Soilwork (starší tvorba)
- Sonic Syndicate
- Sklepmaster
- Skyfire
- Suidakra
- The Black Dahlia Murder
- The Duskfall
- The Unguided
- This Ending
- Unanimated
- Unleash the Archers
- Wintersun